# Reloj esclavo

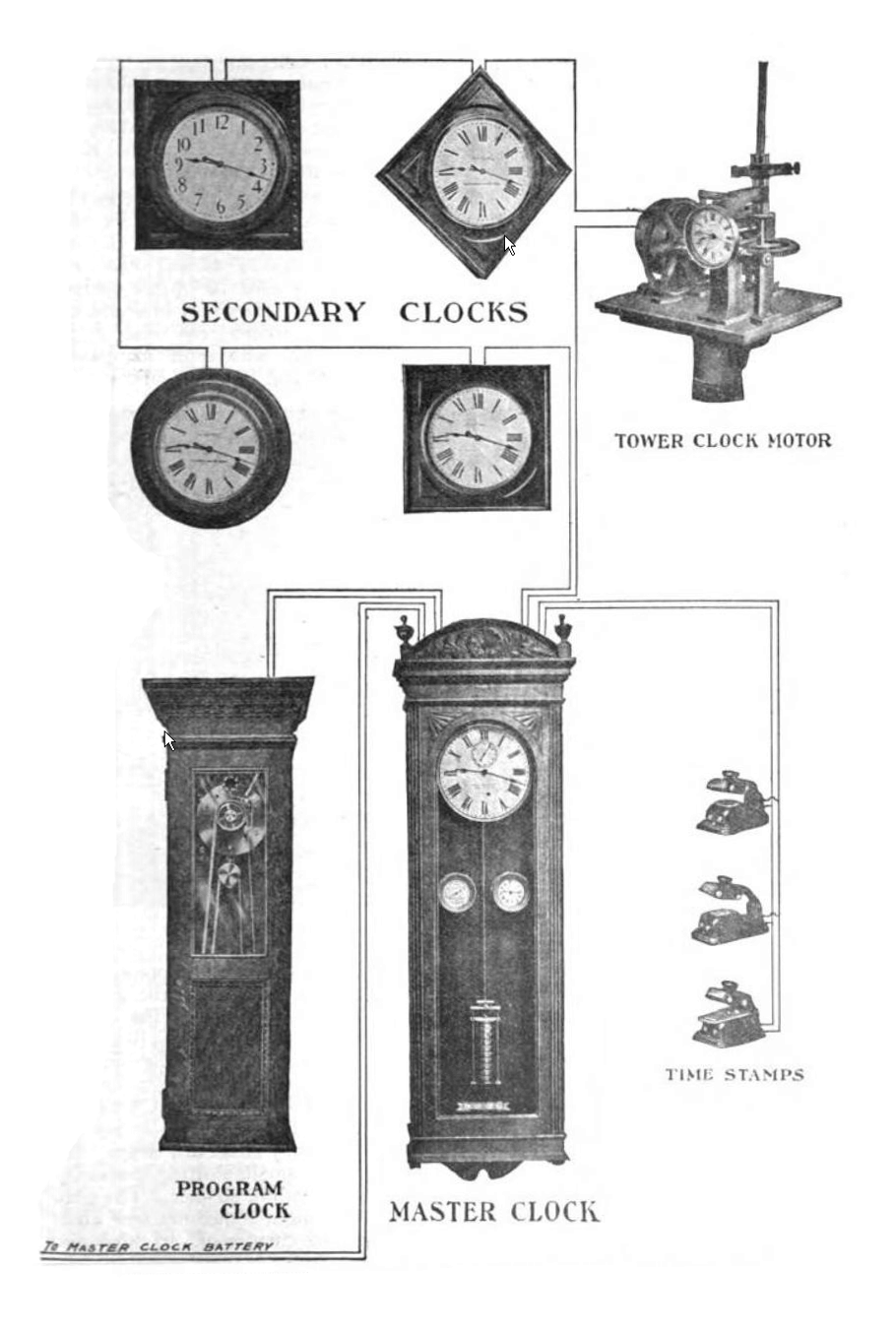
Diagrama sobre el funcionamiento de estos relojes alrededor de 1910 para medir el tiempo en fábricas, escuelas y otras infraestructuras. El reloj maestro (abajo en el centro), controlado por un péndulo de mercurio con compensación de temperatura, que se conecta a relojes esclavos en todo el edificio. Además de los relojes de pared, también controla sellos de tiempo que se utilizan para sellar documentos con la hora, y una torre de reloj. El "reloj programado" (esquina inferior izquierda) es un temporizador que se puede programar con cinta de papel perforada para hacer sonar campanas o encender y apagar máquinas en horarios preprogramados.

En telecomunicaciones y relojería, un reloj esclavo es un reloj que depende de un reloj maestro. Los relojes esclavos modernos se sincronizan a través de Internet o por señales horarias de radio, con el Tiempo universal coordinado. Esto se hace basándose en una red de relojes atómicos de varios países. Para una mayor precisión con fines científicos, estos relojes se pueden sincronizar con una precisión de nanosegundos mediante canales satelitales dedicados. La sincronización de un reloj esclavo generalmente se consigue realizando lazo de seguimiento de fase de la señal del reloj esclavo con una señal recibida del reloj maestro. Para que no se descronizen ambos relojes durante el tiempo de tránsito de la señal del reloj maestro al reloj esclavo, la fase de los relojes esclavos se ajusta para que ambos relojes tengan la misma hora.

## Historia
Los predecesores de los relojes atómicos, los relojes de computadora y los relojes digitales, eran relojes eléctricos sincronizados por un pulso eléctrico, conectado a su reloj maestro en la misma instalación. Desde finales del siglo XIX hasta mediados del XX, se instalaron sistemas eléctricos de relojes maestro a esclavo, en los que todos los relojes de una  instalación se sincronizaban mediante cables eléctricos con un reloj maestro central. Los relojes esclavos marcaban el tiempo por sí mismos y eran corregidos periódicamente por el reloj maestro, o eran impulsados por del reloj maestro. Había varios relojes esclavos de este tipo en funcionamiento, especialmente en escuelas, oficinas gubernamentales, bases militares, hospitales, redes ferroviarias, centrales telefónicas y fábricas de todo el mundo.En la actualidad, pocos de estos sistemas eléctricos aún se conservan.